# Arian
Arian ist ein männlicher Vorname und Familienname persischen Ursprungs.

## Herkunft und Bedeutung des Namens
Der Name Arian kommt in verschiedenen Kulturen mit unterschiedlichen Bedeutungen vor:
- Persisch und in verschiedenen iranischen und indischen Sprachen: Der Edle, der Reine, hier auch in der Schreibweise Aryan, Arya oder Aria[1]
- Spanisch: Arían, männlicher Vorname[2]
- Variante von Adrian (Ableitung von Hadrian), hier auch in den niederländisch/friesischen Varianten Arjen oder Arjan
- Albanisch: Unser Gold, hier auch in der Schreibweise Arjan oder Arijan[1]
- Walisisch: Silber, glänzend, Geld[3]

Höchstwahrscheinlich stammt die ursprünglichste Herkunft aus dem Persischen. Der Ursprung des Namens lässt sich auf das Persische Wort „Irān“ zurückführen, das eine Ableitung des mittelpersischen Wortes Ērān-šahr („Reich der arya“, übersetzt auch „Reich der Arier“) bzw. von Ērān, dem Genitiv Plural von Ēr, ist. Dieser wiederum kann als „Reich der Arya“ oder auch als „Reich der Arier“ übersetzt werden. Die altpersische Form dieses Namens, Aryānām (xšaθram), was den Ursprung des Vornamens Arian darstellt, bedeutet „Herrschaft der Arya“ oder „Land der Arier“.

## Namensträger

### Vorname
- Arijan Ademi (* 1991), kroatischer Fußballspieler
- Arjan Beqaj (* 1976), albanischer Fußballspieler
- Arjan Hut (* 1976), friesischer Dichter und Schriftsteller
- Arijan Komazec (1970), kroatischer Basketballspieler
- Arian Leka (* 1966), albanischer Schriftsteller
- Arian Nachbar (* 1977), deutscher Shorttracker
- Arjen Robben (* 1984), niederländischer Fußballspieler

### Familienname
- David Arian (1903–1991), deutsch-israelischer Polizei- und Staatsbeamter